# Haupttelegrafenamt Berlin
Das ehemalige Haupttelegrafenamt in der Oranienburger Straße 73–76 im Berliner Ortsteil Mitte des gleichnamigen Bezirks ist ein gelistetes Baudenkmal. Von seiner Eröffnung im Jahr 1916 bis 1992 diente es als Zentrale der Telegrafeneinrichtungen in Berlin. Seit 2001 ist der monumentale Gebäudekomplex im Besitz eines Investors. Nach mehrjähriger Sanierung eröffnete im Jahr 2022 ein Hotel in dem Gebäude.

## Lage
Die vierflügelige Gebäudeanlage erstreckt sich entlang der Oranienburger Straße 73–76 (nördlich), Monbijoustraße 7–15 (östlich), Ziegelstraße 20/21 (südlich). Nordöstlich in der Oranienburger Straße schließt sich das Logenhaus an, in der Tucholskystraße 16/20 begrenzt das frühere Fernsprechamt die Fläche nach Osten.

## Geschichte
Bedeutende Bauten aus der deutschen Postgeschichte sind das ehemals bis in die Französische Straße hineinreichende Haupt-Telegraphen-Amt, das 1862–1864 nach Plänen des Architekten Wilhelm Salzenberg und unter der Bauleitung von Adolph Lohse als erstes Telegraphenamt Deutschlands entstand.
Mit der Neuordnung der Postverwaltung wurde im Oktober 1875 mit der Abteilung II im Reichskanzleramt die Generaltelegrafendirektion in der Französischen Straße 33 gebildet. 1877–1878 entstand nach den Plänen von Carl Schwatlo durch Umbau mit dem Gebäudekomplex Jägerstraße 44 / Französische Straße 33 das erste Haupttelegrafenamt Berlins (HTA).
Die Oberpostdirektion (OPD) Berlin der Reichspost benötigte in den Folgejahren für die schnell wachsende Hauptstadt des Deutschen Reiches ein zentrales Gebäude für die moderne und gerade im Entstehen begriffene Fernsprechtechnik. Postbaurat Wilhelm Walter fertigte zusammen mit dem Architekten Max Lehmann einen Entwurf, dessen Ausführung dem Bauleiter Hermann Streubel aus der OPD Berlin oblag. Für 3,1 Millionen Mark (kaufkraftbereinigt in heutiger Währung: rund 11,3 Millionen Euro) entstand in den Jahren 1910–1916 der aufwendigste und teuerste Postbau in Deutschland. Er wurde mit modernster Telegrafentechnik versehen und diente in den ersten Jahren auch als Entwicklungszentrum für den deutschen Funkverkehr. Beispielsweise konnten die Mitarbeiter von hier aus die 1916 in Königs Wusterhausen eingerichtete militärische Funkstelle steuern, ebenso wie die Großfunkstelle Nauen. Erst endgültig 1918, nach Beendigung des Ersten Weltkriegs, begann das Telegrafenamt vollständig mit seiner Arbeit. In je einem Geschoss des Ostflügels war die Telegrafentechnik untergebracht, nach verschiedenen Zielgebieten getrennt.
Im Kellergeschoss und im Parterrebereich wurde im Jahr 1919 die Stadtrohrpostzentrale in Betrieb genommen.
Zu Beginn des Zweiten Weltkriegs wurden die hohen Fenster zugemauert und das Gebäude mit einem Tarnanstrich versehen. Im Keller wurde eine verbunkerte Notvermittlungsstelle eingerichtet, um bei Ausfall der Räume darüber trotzdem noch arbeiten zu können. Das Gebäude wurde im Krieg zweimal bei alliierten Luftangriffen von Bomben getroffen. Am 23. November 1943 wurde es von Phosphorbomben getroffen, wobei der Saal mit den Instrumenten der Musikkapelle des Haupttelegrafenamts ausbrannte. Der Saal daneben für die Vermittlung von Orts- und Inlandsgesprächen war durch Rauch und Ruß einige Tage nicht benutzbar und ein eingeschränkter Betrieb wurde über die Notvermittlungsstelle durchgeführt. Am 19. Mai 1944 traf eine Sprengbombe das Gebäude, verursachte aber keinen größeren Schaden an den für den Betrieb wichtigen Einrichtungen. Die kurz vor Kriegsende durch den Volkssturm geplante Sprengung des Gebäudes konnte von der Amtsleitung verhindert werden. Somit überstand das Haupttelegrafenamt den Krieg nur wenig beschädigt. Gleichwohl musste der Betrieb bei Kriegsende zunächst eingestellt werden, weil sämtliche Fernleitungen in der Umgebung von Berlin und viele innerstädtische Leitungen zerstört waren.

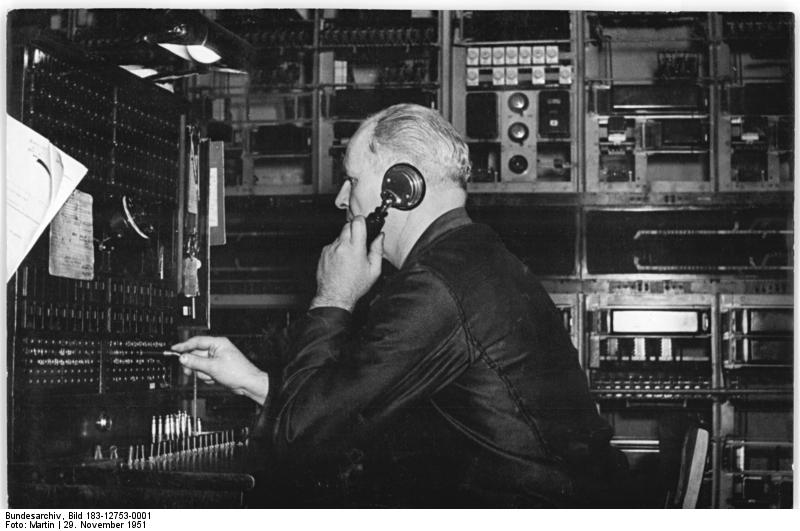
Telefonzentrale im HTA, 1951. Blick in die Telefonzentrale, die mit allen Rohrpoststellen in Berlin verbunden war.

Die Rohrpost wurde 1977 in Ost-Berlin stillgelegt, ihre Anschlüsse und Steuergeräte 1986 demontiert und im Keller eingelagert, einige Teile gelangten auch als Exponate in das Museum für Kommunikation. Die Maschinenzentrale im Keller des HTA blieb erhalten und konnte noch bis zum Jahr 2008 von interessierten Besuchern betrachtet werden. Sie gilt zusammen mit den Steuereinrichtungen als erhaltenswertes technisches Denkmal. Nach mehrfachen Abstimmungen zwischen allen Beteiligten wurde ein Teil der Maschinenstation im neuen Hotelbereich wieder aufgebaut und der Öffentlichkeit präsentiert.
Der gesamte Gebäudekomplex des Fernmeldeamtes wurde nach dem Ende der DDR Eigentum der Telekom und nach Gründung von Tochtergesellschaften gelangte er an die DeTeImmobilien. Alle Teile des Telegrafenamts wurden 1992 abgeschaltet. Der DeTeImmobilien gelang es, im Jahr 2001 mit dem Investor Freiberger Holding einen Käufer zu finden. Das Ensemble wurde nach dessen Plänen als Teil des Projekts Forum an der Museumsinsel saniert und für Büros, Läden und Gastronomie um- und ausgebaut. Der Seitenflügel an der Monbijoustraße beherbergt das Hotel Telegraphenamt. Die ursprüngliche Eröffnung war für 2014 vorgesehen. Die Umbauarbeiten kosteten rund 300 Millionen Euro. Tatsächlich dauerten die Bauarbeiten länger, aber im Jahr 2016 konnten die ersten Einrichtungen bezogen werden und das gesamte Forum an der Museumsinsel wurde Ende April 2023 eröffnet.

## Architektur
Der Gebäudekomplex im Stil des Neobarock ist dem vorhandenen Straßennetz angepasst worden, daher sind die vier Gebäudeflügel nicht exakt rechtwinklig zueinander gestellt. Der Nordflügel an der Oranienburger Straße ist etwa 65 Meter lang, etwa die gleiche Länge weist der Südflügel an der Ziegelstraße auf. Der Ostflügel an der Monbijoustraße springt gegenüber den beiden vorgenannten Gebäudeteilen um rund 13 Meter zurück und ist rund 30 Meter lang. Der dazu parallel angelegte Westflügel im Innenbereich ist rund 33 Meter lang. Ein Mittelbau verbindet diese beiden Trakte. Die so entstandenen Innenhöfe, je 20 Meter breit und rund 30 Meter lang, waren ursprünglich mit einem Glasdach versehen, das nach dem Zweiten Weltkrieg nicht wieder aufgebracht wurde. Auf beiden Höfen steht ein an der Fassade angebauter Treppenturm mit halbkreisförmigem Grundriss. Der Nordflügel trug nach seiner Fertigstellung einen Dachreiter mit offener Laterne.
Der Baukomplex ist durchgängig vier Etagen hoch, verfügt an einigen Stellen über ausgebaute Dachräume mit Gauben und wird von einem ziegelgedeckten Mansarddach abgeschlossen. Als Baumaterial für den Sockel diente Trachyt.
Die Fassaden sind grau abgeputzt, das Sockelgeschoss und die beiden Treppentürme in der Monbijoustraße mit rechteckigem Grundriss sind mittels Bossenwerk gegliedert, ihre Fensternischen und Eingänge bilden Rundbögen. Ein symmetrischer Bogengiebel schließt drei Achsen des Gebäudeteils in der Monbijoustraße ab.

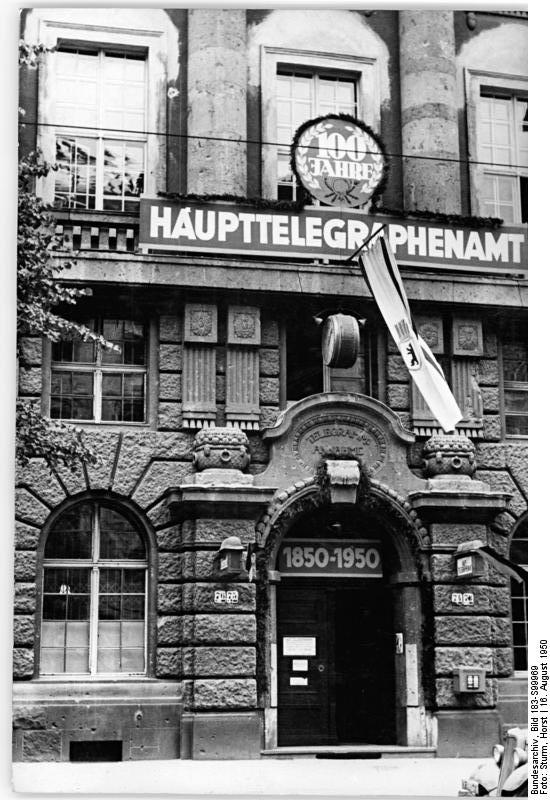
Haupteingang in der Oranienburger Straße, 1950
Die Ausschmückung bezieht sich auf „100 Jahre Haupt-Telegraphenamt in Berlin“, jedoch nicht auf die hiesige Zentrale.

Die 14-achsige Hauptfassade an der Oranienburger Straße wird von kolossalen Pilastern und einer Reihe von vier eingestellten Dreiviertelsäulen axial über dem ebenerdigen Portal beherrscht. Über dessen zweiflügeliger Bronzetür befindet sich ein Segmentbogen mit der in Metallbuchstaben und Versalien ausgeführten Aufschrift „Haupttelegraphenamt“. Eine Kartusche über dem symbolischen Schlussstein des Torbogens enthält in einem ornamentierten Oval die leicht verschnörkelte Inschrift: „Telegramm-Annahme“.
In den hohen Sälen im Inneren des Gebäudes befanden sich die Ausrüstungen für den Telegrafendienst sowie eine Telegrammannahme, eine öffentliche Fernsprechstelle, ein Rohrpostamt, Packräume des Paketpostamtes sowie das Zentrale Post- und Fernmeldeverkehrsamt.